# 美丽芍药
美丽芍药（学名：Paeonia mairei）为芍药科芍药属下的一个种。

## 扩展阅读
- 維基物種上的相關：美丽芍药